# Wapen van Spanje
Het huidige wapen van Spanje is aangenomen op 19 december 1981 en staat prominent op de vlag van Spanje.
Het schild bestaat uit een aantal andere kleinere wapens die de belangrijkste voormalige koninkrijken en nu landsdelen moeten voorstellen:
 eerste kwartier, Castilië, een gele toren met drie kleine torentjes op een rood veld;
 tweede kwartier, León, een purperen klimmende gekroonde leeuw op een veld van zilver;
 derde kwartier, Aragon, vier rode banen op een gouden veld. Dit patroon wordt de senyera genoemd;
 vierde kwartier, Navarra, een gouden ketting op een rood veld, in het midden een smaragd;
, insteek onderaan, Granada, een granaatappel op een zilveren veld;
, in het centrum, het huis Bourbon, het huidige Spaanse koningshuis, drie gele Franse lelies op een azuren veld omringd door rood.

Rondom het wapen zijn de volgende attributen te vinden:

bekroning met een gouden koninklijke kroon, bestaande uit een cirkel versierd met edelstenen en daarop acht rozetten van acanthusbladeren afgewisseld met parels. Vanuit de rozetten lopen met parels bezette diademen die samenkomen in een blauwe wereldbol waarop zich een gouden kruis bevindt. De kroon is rood gevoerd.

omlijsting, met aan beide zijden van het wapen een pilaar die samen de zogenaamde Zuilen van Hercules representeren, een oude naam voor de straat van Gibraltar. Het motto is: Plus Ultra ("steeds verder"). De linker pilaar is bekroond met de keizerlijke kroon, aan de rechter met een koninklijke kroon, omdat de pilaren voor het eerst werden gebruikt door koning Karel I van Spanje, die tegelijkertijd keizer Karel V van het Heilige Roomse Rijk was.
De Spaanse koning heeft een persoonlijk wapen, dat verschilt met het wapen van het land Spanje.

Wapen van het Katholieke koningspaar (1475-1492)
Wapen van het Katholieke koningspaar (1492-1504)
Wapen van Johanna (1504-1506 1519)
Wapen van  Karel I (1518-1520)
Wapen van Karel I (1518-1520)
Wapen van Karel I (1520-1530)
Wapen van Karel I (1530-1556)
Wapen van Filips II (1556-1558)
Wapen van Filips II (1558-1580)
Wapen van de Spaanse koningen, huis Habsburg (1580-1668)
Wapen van Karel II (1668-1700)
Wapen van de monarch, Huis Bourbon (1700-1761)
Wapen van de monarch, Huis Bourbon (1761-1868, 1875-1931)
Wapen van Jozef Bonaparte (1808-1813)
Wapen van Revolutionaire Junta, Eerste Spaanse Republiek, Tweede Spaanse Republiek (1868-1870, 1873-1874, 1931-1939)
Nationaal wapen (Amadeus I) (1870-1873)
Nationaal wapen (Amadeus I) (Lauwerkrans) (1870-1873)
Persoonlijk wapen van Amadeus I (Orde van het Gulden Vlies) (1870-1873)
Persoonlijk wapen van Amadeus I (Orde van het Gulden Vlies en Mantel) (1870-1873)
Nationaal wapen (Zuilen van Hercules) (1875-1931)
Nationaal wapen Lauwerkrans) (1875-1931)
Nationaal wapen (Orde van het Gulden Vlies) (1875-1931)
Nationaal wapen (Orde van het Gulden Vlies en Mantel) (1875-1931)
Wapen van de monarch (1931)
Wapen van Tweede Spaanse Republiek (1931-1939)
Nationaal wapen onder leiding van Francisco Franco (1939-1945)
Nationaal wapen onder leiding van Francisco Franco (1945-1977)
Nationaal wapen (1977-1981)